# ナショナル・フットボールリーグ (フィジー)
ナショナル・フットボールリーグ（National Football League）はフィジー最上位のサッカーリーグである。現在のスポンサーであるボーダフォンの名を冠して、ボーダフォン・プレミアリーグ（Vodafone Premier League）とも呼ばれる。

## 概要
8チームによる2回戦総当りのリーグ戦を実施し、優勝クラブにはOFCチャンピオンズリーグの自動出場権が与えられる。また、シーズン最下位のクラブは2部のフィジー・シニアリーグに自動降格する。

## 所属クラブ
2018シーズン時点
- バFC
- ナンディFC
- スバFC
- タブアFC
- ドレケティFC
- ラウトカFC
- ランバサFC
- レワFC

## 歴代優勝クラブ
| - 1977: バFC - 1978: ナンディFC - 1979: バFC - 1980: ナンディFC - 1981: ナンディFC - 1982: ナンディFC - 1983: ナンディFC - 1984: ラウトカFC - 1985: ナンディFC - 1986: バFC - 1987: バFC - 1988: ラウトカFC | - 1989: ナンドロガFC - 1990: ナンドロガFC - 1991: ランバサFC - 1992: バFC - 1993: ナンドロガFC - 1994: バFC - 1995: バFC - 1996: スバFC - 1997: スバFC - 1998: ナディFC - 1999: バFC - 2000: ナンディFC | - 2001: バFC - 2002: バFC - 2003: バFC - 2004: バFC - 2004-05: バFC - 2006: バFC - 2007: ランバサFC - 2008: バFC - 2009: ラウトカFC - 2010: バFC - 2011: バFC - 2012: バFC | - 2013: バFC - 2014: スバFC - 2015: ナンディFC - 2016: バFC - 2017: ラウトカFC - 2018: ラウトカFC - 2019: バFC - 2020: スバFC - 2021: ラウトカFC - 2022: レワFC |

出典：